# Gare d'Iidabashi
La gare d'Iidabashi (飯田橋駅, Iidabashi-eki) est une gare ferroviaire de la ville de Tokyo au Japon. Elle est située dans l'arrondissement de Chiyoda. La gare est desservie par les lignes de la JR East, du Tokyo Metro et du Bureau des Transports de la Métropole de Tokyo (Toei).

## Situation ferroviaire
La gare d'Iidabashi est située au point kilométrique (PK) 19,8 de la ligne Chūō-Sōbu, au PK 10,0 de la ligne Namboku, au PK 8,0 de la ligne Tōzai, au PK 16,4 de la ligne Yūrakuchō et au PK 5,8 de la ligne Ōedo.

## Histoire
La gare a été inaugurée le 15 novembre 1928.
La partie dédiée à la ligne Ōedo a été créée par Makoto Sei Watanabe et inaugurée en 2000.
Le 12 juillet 2020, la gare aérienne de la ligne Chūō-Sōbu est déplacée 200 mètres plus à l'ouest, pour éviter la courbure de la gare à son emplacement précédent (courbure de 300 mètres de rayon, occasionnant un important fossé entre le marchepied et le quai).

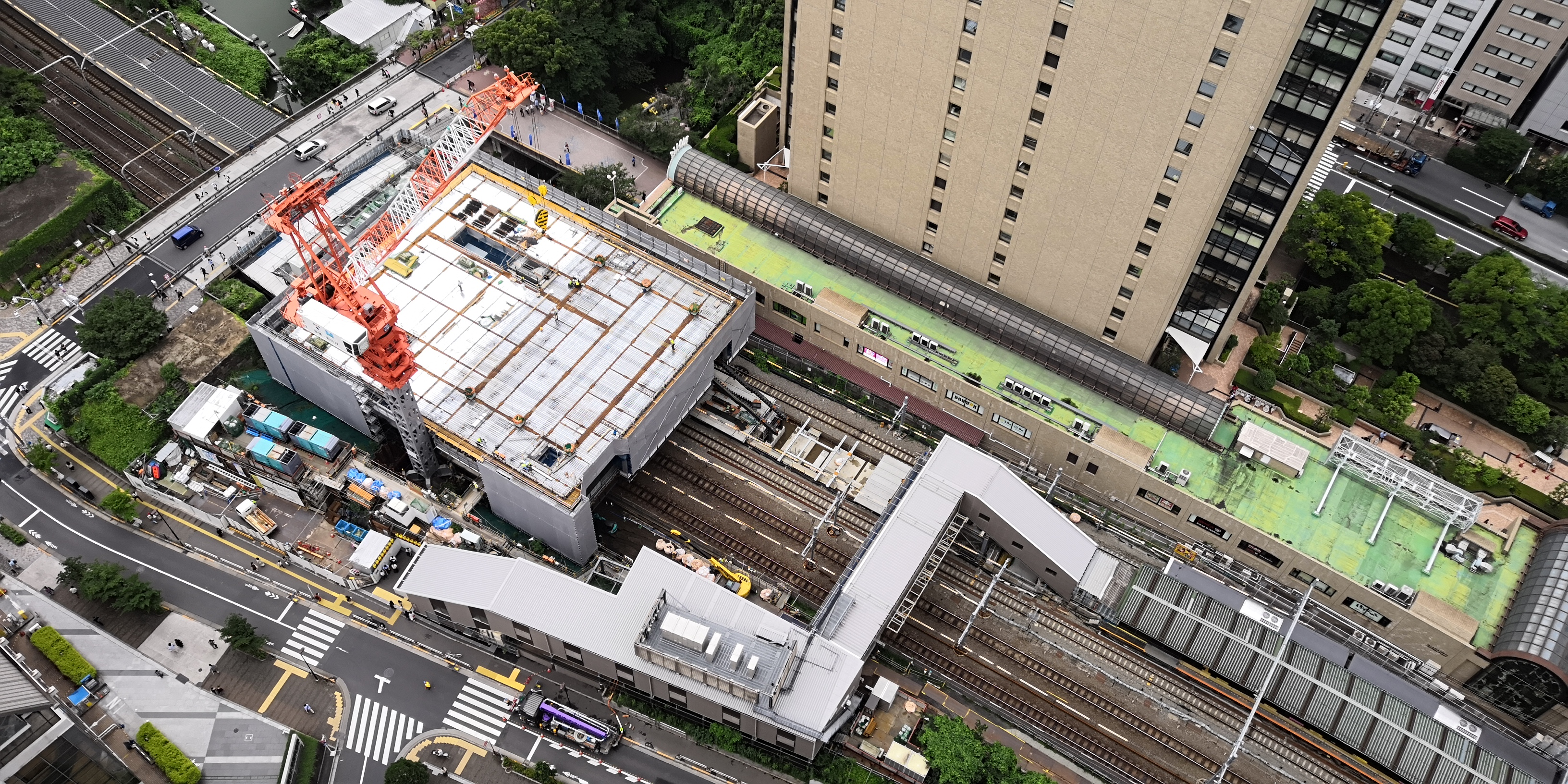
La gare d'Iidabashi en reconstruction en 2019

## Service des voyageurs

### Accès et accueil
La gare dispose d'un bâtiment voyageurs, avec guichet, ouvert tous les jours.

### Desserte

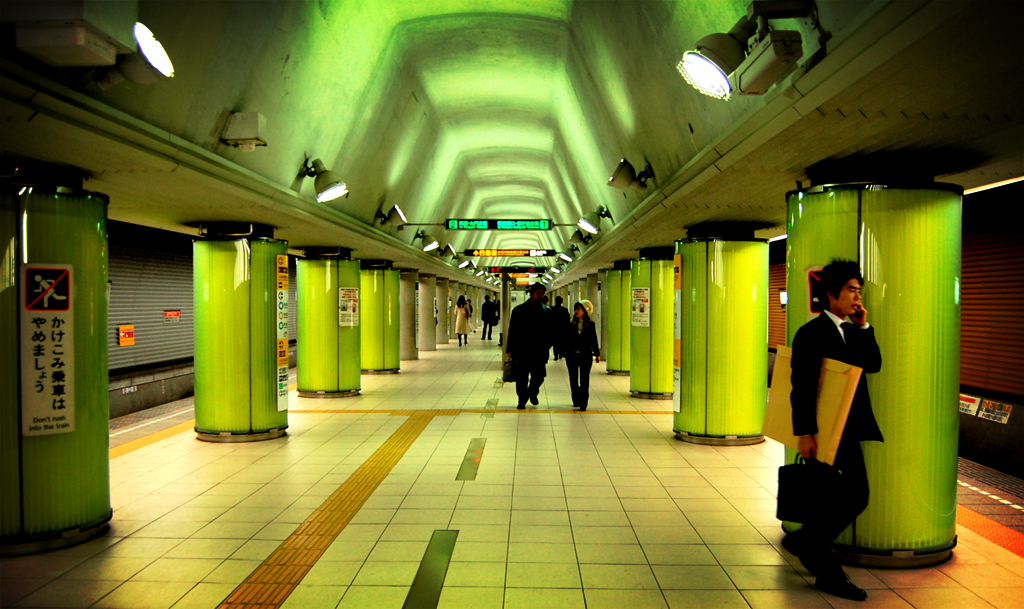
Quai de la station de la ligne Ōedo

#### JR East
- JB Ligne Chūō-Sōbu  :
  - voie 1 : direction Kinshichō, Funabashi et Chiba
  - voie 2 : direction Shinjuku, Nakano et Mitaka

#### Tokyo Metro
- T Ligne Tōzai :
  - voie 1 : direction Nishi-Funabashi (interconnexion avec la ligne Tōyō Rapid pour Tōyō-Katsutadai ou la ligne Chūō-Sōbu pour Tsudanuma)
  - voie 2 : direction Nakano (interconnexion avec la ligne Chūō-Sōbu pour Mitaka)
- Y Ligne Yūrakuchō :
  - voie 3 : direction Shin-Kiba
  - voie 4 : direction Kotake-Mukaihara (interconnexion avec la ligne Seibu Yūrakuchō pour Hannō) ou Wakōshi (interconnexion avec la ligne Tōbu Tōjō pour Shinrinkōen)
- N Ligne Namboku :
  - voie 5 : direction Akabane-Iwabuchi (interconnexion avec la ligne Saitama Railway pour Urawa-Misono)
  - voie 6 : direction Meguro (interconnexion avec la ligne Tōkyū Meguro pour Hiyoshi)

#### Toei
- E Ligne Ōedo :
  - voie 1 : direction Tochōmae
  - voie 2 : direction Daimon